# Коти (Ново Место)
Коти (словен. Koti) — поселення в общині Ново Место, регіон Південно-Східна Словенія, Словенія. Висота над рівнем моря: 379,2 м.